# Progresja (muzyka)
Progresja (postępowość, sekwencja) – termin muzyczny dotyczący przeniesienia danej melodii lub struktury harmonicznej o określoną odległość w górę (progresja wznosząca) lub w dół (progresja opadająca) skali muzycznej. Jest często stosowanym przez kompozytorów środkiem konstrukcyjnym. Struktura początkowa nazywa się wzorem. Progresja może modulować do innej tonacji (progresja modulująca), przykładowo ciąg akordów: C-A-D-H-E itd. kończąc w dowolnym miejscu modulację. W przeciwnym razie, gdy mimo progresji utwór pozostaje w tej samej tonacji, jest to progresja niemodulująca.
Progresja jest jednym z najstarszych środków konstrukcyjnych w muzyce. 